# Фирсов, Сергей Иванович
Сергей Иванович Фирсов (род. 30 января 1960 года) — советский и российский хоккеист с мячом, тренер, заслуженный тренер России (2007).
Главный тренер сборной России по хоккею с мячом с 2009 по 2012 год.

## Биография
С. И. Фирсов родился в Архангельске, где и начал заниматься хоккеем с мячом в 1970 году в детской команде «Старт», с 1974 года — в детских командах «Водника». В качестве игрока Высшей лиги выступал в «Воднике» и «Севере». В Высшей лиге чемпионатов СССР и СНГ за «Водник» провел 89 матчей, забил 37 мячей, в Высшей лиге чемпионатов России за «Водник» провёл 5 матчей, забил 4 мяча, за «Север» провёл 22 матча, забил 18 мячей. В розыгрышах кубка страны провел 79 матчей, забил 33 мяча.
С командой «Водник»

игрок
- Обладатель Кубка СНГ 1992 года.
- Обладатель Кубка России 1994, 1995 годов[a]
- Финалист Кубка СССР 1987 года.
- Чемпион РСФСР 1987 года.

Кроме того выступал в клубах первой лиги: «Лесопильщик» (Архангельск), «Двина» (Новодвинск) и «Северная Двина» (Архангельск).
Также выступал в шведских клубах. В 1991—1995 годах играл в клубе Дивизиона 1 «Йерхага», а в 1995—1996 годах был в нём же играющим тренером.

## Ринк-бенди
Также играл в ринк-бенди и в составе «Водника» в 1990 году стал обладателем Кубка мира по ринк-бенди среди клубных команд.

## Тренерская карьера
В 1996—1998 годах — играющий главный тренер команды «Финспонгс» (Швеция).
В 1999 году вернулся в «Водник» на должность тренера.
В 2002 году был помощником главного тренера в руководстве второй сборной России, завоевавшей серебряные медали на Международном турнире на призы Правительства России.
С 2005 по 2009 год — тренер «Динамо» (Москва).
Вместе с командами «Водник» и «Динамо-Москва»

тренер
- Чемпион России 2000, 2002, 2003, 2004, 2005, 2006, 2007, 2008, 2009 годов.
- Серебряный призёр чемпионата России 2001 года.
- Обладатель Кубка России 2000, 2005 (весна), 2005 (осень), 2006, 2008 годов.
- Финалист Кубка России 2001 года.
- Обладатель Кубка мира 2003, 2004, 2006, 2007 годов.
- Финалист Кубка мира 2002 года.
- Обладатель Кубка европейских чемпионов 2002, 2003, 2004, 2006, 2008 годов.
- Финалист Кубка европейских чемпионов 2000, 2007 годов.
- Обладатель Чемпионского кубка Эдсбюна 2004, 2006, 2008 годов.

С 2006 года являлся помощником главного тренера сборной России.
15 сентября 2009 назначен главным тренером сборной России. В августе 2012 года ушёл в отставку с должности главного тренера сборной России.
Со сборной России

главный тренер
- Победитель чемпионата мира 2011 года.
- Серебряный призёр чемпионатов мира 2010, 2012 годов.
- Победитель Международного турнира на призы Правительства России 2010 года.

тренер
- Победитель чемпионатов мира 2007, 2008 годов.
- Серебряный призёр чемпионатов мира 2006, 2009 годов.

С июля 2010 года по январь 2011 года — спортивный директор ХК «Кузбасс».
В с января 2011 года по завершении сезона 2012/13 в должности главного тренера ХК «Сибсельмаш».
4 июня 2013 года был назначен на пост главного тренера ХК «Родина» (Киров), работая в должности до конца сезона 2013/2014.
20 июля 2015 года бывший главный тренер сборной России Сергей Фирсов назначен на пост главного тренера казанского «Динамо» вместо Дмитрия Щетинина.
28 сентября 2018 года досрочно прекращен срок действия контракта с главным тренером хоккейного клуба «Динамо-Казань» Сергеем Фирсовым по обоюдному согласию сторон.

### Комментарии
1. 1 2  Имел возможность выступать за «Водник» в весенней части розыгрышей Кубка СНГ/России, будучи игроком шведского клуба, завершившего чемпионат Швеции в Дивизионе 1 и не прошедшего в следующий раунд соревнований